# Hemingway (Merkurkrater)
Hemingway ist ein Einschlagkrater auf dem Planeten Merkur mit einem Durchmesser von 126 Kilometern. Benannt ist er nach dem US-amerikanischen Schriftsteller Ernest Hemingway (1899–1961). Die dunkle Farbe ist auf Gesteine zurückzuführen, die eine andere mineralogische Zusammensetzung als die umgebende Oberfläche aufweisen.